# Hải quân

Chiến hạm lớp Ticonderoga của hải quân Mỹ

Hải quân là một quân chủng trong quân đội thuộc lực lượng vũ trang các nước có biển, thực hiện nhiệm vụ trên chiến trường biển, đại dương và sông nước.
Hải quân hiện đại thường được trang bị: tàu mặt nước, tàu ngầm, không quân hải quân, tên lửa, pháo bờ biển và lính thủy đánh bộ (hay thủy quân lục chiến).

## Đặc điểm

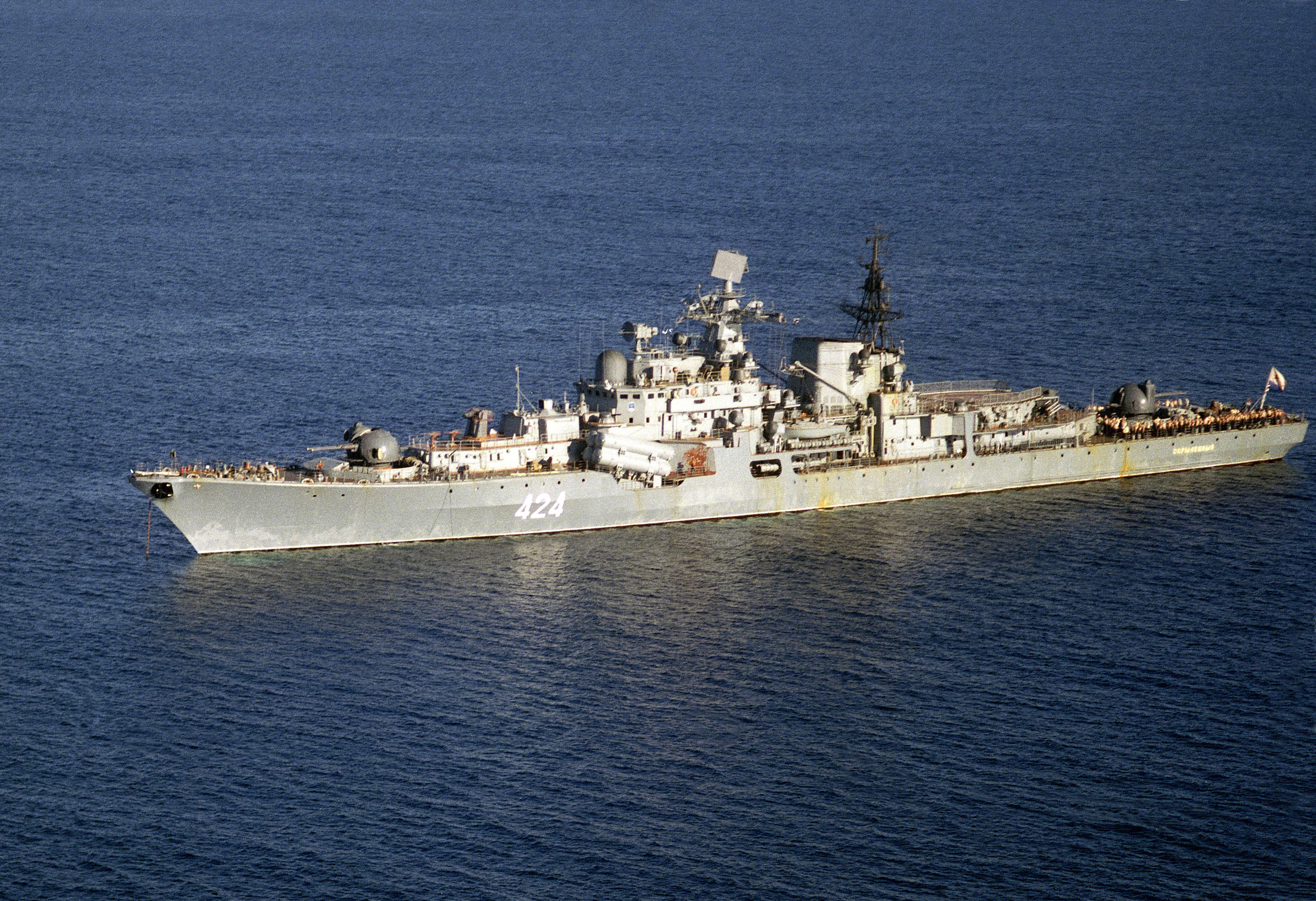
Chiến hạm lớp Sovremenniy của hải quân Nga, đối thủ chính của Aegis

- Hải quân có thể tấn công bất kỳ nơi nào trên thế giới do di chuyển bằng đường biển
- Khi xảy ra khủng hoảng hoặc sắp nổ ra chiến tranh, với các tuyến giao thông trên biển, hải quân có thể nhanh chóng điều động hạm đội tới khu vực khủng hoảng, tổ chức vận chuyển quy mô lớn; phong toả, cắt đứt các tuyến giao thông trên biển, có thể sử dụng máy bay trên hạm, tên lửa hành trình và các đòn công kích tầm xa vào đối phương
- Hải quân là quân chủng kỹ thuật, hoạt động độc lập trên biển và trang bị tác chiến hiện đại, như tàu ngầm mang đầu đạn hạt nhân.
- Môi trường tác chiến của hải quân rất đặc biệt, chịu sự uy hiếp từ xa: từ biển, trên không và môi trường điện tử. Vì vậy, hải quân cần có khả năng tác chiến tổng hợp: phòng không, chống hạm, chống ngầm, chống nhiễu...

## Nhiệm vụ
- Tập kích mục tiêu đối phương trên biển, là phương pháp truyền thống. Vài năm gần đây, việc sử dụng các loại vũ khí có điều khiển để tập kích chiến hạm đối phương đã đạt trình độ rất cao.
- Tập kích mục tiêu trên đất liền, chi viện cho lục quân tác chiến ở ven biển. Điều này được áp dụng nhiều trong chiến tranh hiện đại.
- Vận tải biển: khi xảy ra chiến tranh, cường độ sử dụng binh lực và vũ khí rất lớn, vật tư nhiều nên vận tải biển có tác dụng rất quan trọng đối với việc thắng bại trong chiến tranh.
- Phong toả biển: là một trong những nhiệm vụ chủ yếu của hải quân trong chiến tranh cục bộ hiện đại nhằm cô lập đối phương, cắt đứt chi viện trợ của đối phương và đồng minh.
- Nghi binh, thị uy: mục đích mở rộng ảnh hưởng, gây tác động tâm lý. Đây là phương pháp của nước lớn khi cần, kết hợp với đấu tranh về kinh tế, chính trị, ngoại giao.

## Các loại tàu hải quân
Xem chi tiết: Tàu hải quân
- Khu trục hạm (Destroyer)
- Thiết giáp hạm (Battleship)
- Hộ tống hạm
- Tàu đổ bộ
- Tuần dương hạm (Cruiser)
- Tiềm thủy đĩnh (Submarine)
- Hàng không mẫu hạm (Aircraft carrier)
- Pháo hạm
- Tàu đệm khí

## Liên kết ngoai
- Naval & Maritime page Lưu trữ ngày 21 tháng 12 năm 2008 tại Wayback Machine of the World Wide Web Virtual Library
- NOSI (Naval Open Source Intelligence)
- U.S. Navy online index Lưu trữ ngày 19 tháng 8 năm 2006 tại Wayback Machine
- Israeli Navy Special Forces Units at isayeret.com
- Military.com
- Sea and Navy Daily News about sea and Navy]
- Military Search Lưu trữ ngày 13 tháng 9 năm 2017 tại Wayback Machine
- Haze Gray & Underway
- UK Royal Navy
- http://users.sisna.com/justinb/unifhome.html Lưu trữ ngày 24 tháng 4 năm 2006 tại Wayback Machine (page is down)
- http://www.naval-reference.net/index.html Lưu trữ ngày 24 tháng 2 năm 2007 tại Wayback Machine